# Yes We Can
Singles de will.i.am
Here I Come
(2008) We Are the Ones
(2008)
Yes We Can (en français : Oui, nous le pouvons) est une chanson de will.i.am inspirée d'un discours prononcé par Barack Obama, à la suite de la primaire du New Hampshire de 2008. Cependant, la citation est également le titre d'une chanson de Lee Dorsey parue sur l'album en 1960.

## Genèse
La chanson est sortie le 2 février 2008 par will.i.am, membre du groupe Black Eyed Peas sur Dipdive.com et aussi sur YouTube sous le nom d'utilisateur "WeCan08",. Mixée avec des images et des extraits du discours, la chanson est interprétée par de nombreuses célébrités (pour la plupart musiciens, chanteurs ou comédiens américains) dans le but de soutenir le sénateur Obama pour l'élection présidentielle américaine de 2008. La chanson a été produite par will.i.am, le clip a été réalisé par Jesse Dylan, le fils du chanteur Bob Dylan. 
Bien que les paroles soient entièrement des citations tirées du discours prononcé dans le New Hampshire par le sénateur Obama, l'équipe de l'aspirant à la présidence n'a pas participé à la production de la pièce musicale. Le clip, tourné en noir et blanc, est un collage entre les artistes et le discours d'Obama en arrière-plan, qui forment ensemble un véritable chœur rhythm and blues. Le clip Yes We Can, que le magazine Time a qualifié de « brillant », a été présenté en premier à la chaîne ABC News Now. 
Le clip a figuré sur le blog de la campagne d'Obama et, bien que la chanson soit en langue anglaise, la phrase « Oui, nous le pouvons » est aussi audible en hébreu, en espagnol et visible en langue des signes américaine.

## Clips dérivés
Devant la popularité du clip Yes We Can, plusieurs dérivés ont vu le jour. Dipdiv.com lance Hope.Act.Change, une vidéo collective entièrement montée en photomosaïque. Les images ont été envoyées par les internautes membres du site internet flickr sous le mot clef hopeactchange. Le clip original de Yes We Can a également inspiré les chansons John.he.is et No You Can't, des satires du candidat républicain John McCain,,.

## Célébrités
Les célébrités suivantes ont figuré dans le clip de la chanson et sur la bande-son (le temps indique la première apparition sur la version officielle de dipdive.com).
| - will.i.am - 0:01 - Scarlett Johansson - 0:05 - Kareem Abdul-Jabbar - 0:21 - Common - 0:23 - John Legend - 0:32 - Bryan Greenberg (guitar) - 0:37 - Kate Walsh - 0:44 - Tatyana Ali - 0:44 - Harold Perrineau Jr. - 0:49 - Aisha Tyler - 1:01 - Samuel Page - 1:03 - Enrique Murciano - 1:07 ("Si, podemos" en latino américain) - Maya Rubin - 1:08 ("Kein Annu Yicholim" en hébreu) - Esthero - 1:10 - Eric Balfour - 1:23 - Nicole Scherzinger - 1:30 - Taryn Manning - 1:41 - Amber Valletta - 1:52 - Auden McCaw - 1:52 | - Kelly Hu - 1:52 - Adam Rodriguez - 1:56 ("Sí se puede" en espagnol) - Eric Christian Olsen - 2:02 - Sarah Wright - 2:02 - Shoshannah Stern (Langue des signes américaine) - 2:05 - Ed Kowalczyk (guitare) - 2:19 - Fonzworth Bentley (violon) - 2:38 - Amaury Nolasco - 3:24 - Hill Harper - 3:27 - Nick Cannon - 3:36 - Herbie Hancock (piano) - 3:41 - Johnathon Schaech - 3:45 - Austin Nichols (acteur) - 3:50 - Tracee Ellis Ross - 4:00 - Fred Goldring (guitare) - 4:03 - Alfonso Ribeiro - Cliff Collins - Vera Farmiga |